# Леопард малий
Леопард малий (Leopardus guttulus) — вид ссавців з родини котових, поширений від центральної до південної Бразилії, східного Парагваю та північно-східної Аргентини в провінціях Місіонес і Корріентес. 

## Таксономія
Німецький зоолог і палеонтолог Райнгольд Фрідріх Гензель первинно описав таксон 1872 року як вид Felis guttula. Вчений описав будову й розміри черепа, детально описав забарвлення й текстуру волосяного покриву; відзначив, що вид менший від Leopardus wiedii. Надалі тривалий час цей таксон розглядався як підвид Leopardus tigrinus аж до 2013 р. Згідно з новим аналізом ДНК, проведеним бразильськими дослідниками, рідкісний вид дикого кота, Leopardus tigrinus — насправді є двома окремими алопатричними видами. Ці два види розійшлися від 0.5 до 0.8 мільйонів років тому й нині займають відмінні місця існування. L. tigrinus населяє сухий і відкритий ареал тропічних саван і кущів у центральній та північно-східній частинах Бразилії, а L. guttulus — більш вологі Атлантичні ліси. Етимологія: лат. gutta — «пляма», -ula — означає «малий».

## Середовище проживання й екологія
Займає різні місця проживання від густих тропічних і субтропічних тропічних лісів, листяних/напівлистопадних та змішаних соснових лісів, до відкритих саван і пляжної рослинності, як незайманих, так і порушених. У Пантаналі зареєстрований тільки в сухих саванах, а не в болотистих районах. Попри те, що може мешкати в порушених утвореннях його з'ява поблизу сільськогосподарських полів, проте, обмежується наявністю природного покриву. Цей вид в основному трапляється в низовинних районах, досягаючи 2000 м над рівнем моря. 
Розміри потомства, як правило, одне, іноді два кошеня. Цей кіт переважно сутінково-досвітній з великою кількістю денної активності. Припускається, що це стратегія, щоб уникнути хижацтва симпатричного й більшого оцелота. Харчова база складається в основному з дрібних ссавців, птахів та ящірок, середня вага жертв становить менше 100 г, але включає також більшу здобич (> 1 кг). Обмежена інформація вказує на розмір оселища від 2 до 25 км², що є вдвічі більше ніж очікувалося на основі розміру тіла. Це може бути іншим наслідком, щоб уникнути великих та потенційних хижаків. 

## Загрози та охорона
Leopardus guttulus сильно експлуатувався для торгівлі хутрами після падіння торгівлі Оцелотом. Хоча міжнародна торгівля припинилася, все ще існує локалізоване незаконне полювання, як правило, для внутрішнього ринку. Крім того, населення L. guttulus страждає від втрати та фрагментації місць проживання. Інші загрози включають в себе полювання через конфлікти з сільськими власниками, конкуренція та захворювання, поширювані домашніми собаками, використання отрут для гризунів та дорожні вбивства. Також дуже важливо враховувати широку гібридизаційну зону між L. guttulus та Leopardus geoffroyi в географічних межах їх розподілу, що може впливати на генетичну унікальність цього виду.
Полювання на вид заборонено в Аргентині, Бразилії та Парагваї. Очікується, що населення в охоронних територіях є дуже низьким, ймовірно, через вплив вищих концентрацій оцелота.